# Hartstrahltechnik
Als Hartstrahltechnik wird in der Röntgendiagnostik die Anfertigung von Röntgenaufnahmen unter Verwendung einer Röhrenhochspannung von mehr als 100 kV bezeichnet.
Diese Technik bietet die Möglichkeit, unterschiedliche Gewebearten auf einer einzigen Aufnahme darzustellen, weil die Schwächungskoeffizienten für die Gewebe zum einen energieabhängig (also Röhrenspannungsabhängig) sind, zum anderen von der Dichte des Gewebes und der Kernladungszahl der im Gewebe vorkommenden Elemente abhängen. Bei höheren Spannungen fällt der Faktor der Kernladungszahl nur noch einfach proportional ins Gewicht (unter 50 keV noch mit der vierten Potenz), so dass bei höheren Röntgenstrahlenergien die Schwächungskoeffizienten der verschiedenen Gewebe dichter beieinanderliegen. Die Röntgenstrahlung wird also im Mittel weniger geschwächt/stärker transmittiert, wodurch die Strahlenbelastung durch Absorption im Gewebe verringert wird. Somit wird allerdings auch der Kontrast der Röntgenaufnahme verringert.
Hartstrahltechnik wird zum Beispiel für Aufnahmen des Brustkorbes verwendet.